# Huilo Ruales
Huilo Ruales Hualca (Ibarra, 25 de marzo de 1947) es un escritor ecuatoriano. Su obra abarca todo tipo de estilos, desde la novela, crónicas, teatro, poesía, cuentos y microrrelatos. Es considerado[¿quién?] uno de los escritores contemporáneos más importantes en su país; sus obras han sido traducidas al francés y alemán.

## Biografía
Nació el 25 de marzo de 1947 en Ibarra, provincia de Imbabura, con el nombre Wilson Ruales Vivió su infancia en su ciudad natal, la cual se ve impactada por la muerte de su padre en un accidente automovilístico, cuando él era apenas tenía trece años; este suceso lo llevaría, tiempo después, a salir de su ciudad natal para concretar sus estudios primarios y secundarios en el Colegio San Gabriel de Quito. 
A finales de los años setenta, decide migrar a la ciudad de París, donde realiza oficios de limpieza para sobrevivir; además de incursionar en un dueto musical, lo cual le brindaba asistencia económica. Su producción literaria y reconocimiento a nivel local, surge a partir de los años ochenta, década en la que integra el Taller de Literatura de la Casa de la Cultura Ecuatoriana, dirigida por el galardonado novelista guayaquileño Miguel Donoso Pareja. Contribuye en la formación del grupo literario Elektra, editorial encargada de la difusión de diversas obras ecuatorianas hasta la actualidad, y también funda La pequeña lulupa junto a Raúl Serrano, Galo Galarza y Miguel Ángel Serrano. Además, en el año de 1983 obtiene el Premio Hispanoamericano de Narrativa “Rodolfo Walsh”, galardón que le es entregado en la ciudad de París.
Su narrativa ha sido descrita como "la exposición de lo lumpenesco", según el escritor Cristóbal Zapata, pues desde un lenguaje que se combina con el coloquialismo quiteño, crea personajes que destacan por su marginalidad y su personalidad irónica; por tal razón es que críticos como Tania Rodríguez, comparan esta literatura con la del célebre Pablo Palacio. Un claro ejemplo de este retrato que Huilo realiza con sus personajes, se aprecia en su novela Maldeojo (1998), donde se narra la historia de dos personajes, Fantoche y Fetiche, los cuales se enfrentan a su condición de marginalidad en un pequeño pueblo abandonado de casi cualquier contacto con el exterior.

## Obras
Cuento
- Y todo este rollo también a mí me jode, 1984
- Nuaycielo comuel dekito, 1985
- Loca para loca la loca (cuentos para despeinarse la cara), 1989
- Fetiche y fantoche, 1994
- Esmog: 100 grageas para morir de pie, 2006
- Paquetecuento, 2010
- Lo que el polvo se llevó, 2013

Novelas
- Maldeojo, 1998
- Qué risa, todos lloraban, 2009
- Edén y Eva, 2012

Poesía
- El ángel de la gasolina, 1999
- Pabellón B, 2006
- Grupa de cebra sin rayas, 2012

Otros
- Añicos (teatro), 1991
- El alero de las palomas sucias: crónicas de mi guerra crónica (crónica), 2 tomos, 2013